# Música da série Final Fantasy

Logotipo da franquia.

Final Fantasy é uma franquia midiática criada por Hironobu Sakaguchi e produzida pela Square Enix que inclui jogos eletrônicos, filmes e outros produtos. A série começou em 1987 com o jogo homônimo desenvolvido pela então Square Co., criando desde então uma série de jogos eletrônicos que é até hoje o foco da franquia. A música da série Final Fantasy refere-se às trilhas sonoras dos jogos, além de outros álbuns de arranjos e compilações. A música da série vai desde trilhas de fundo leves até grandiosos temas emocionalmente intensos relacionados a personagens e situações.
A franquia tem uma série principal numerada além de vários títulos spin-offs como as subséries Crystal Chronicles, Tactics e Fabula Nova Crystallis. O principal compositor da série principal foi Nobuo Uematsu, que sozinho trabalhou nas trilhas dos primeiros nove títulos, além também de cuidar da produção de diversos álbuns.  A música dos spin-offs e jogos principais começando com Final Fantasy X foi criada por uma variedade de compositores incluindo Masashi Hamauzu, Naoshi Mizuta, Hitoshi Sakimoto e Kumi Tanioka.
A maioria dos jogos Final Fantasy, incluindo todos os seus títulos principais, já recebeu lançamentos de álbuns comerciais. Muitos também inspiraram outros contendo arranjos vocais, orquestrais e de piano. Além dos lançamentos tradicionais, vários álbuns de compilações com faixas de diversos jogos também já foram produzidos pela Square Enix e outros grupos. A música da franquia já foi interpretada em concertos ao vivo por todo o mundo, como a Orchestral Game Music Concerts, a Symphonic Game Music Concerts, a Play! A Video Game Symphony e a Video Games Live, além de formar a base para concertos específicos da série, como Dear Friends e Distant Worlds.